# Vidalita (película)
Vidalita es una película de Argentina en blanco y negro dirigida por Luis Saslavsky según su propio guion con diálogos de Ariel Cortazzo que se estrenó el 17 de junio de 1949 y que tuvo como protagonistas a Mirtha Legrand, Narciso Ibáñez Menta, Fernando Lamas, Amalia Sánchez Ariño y Oscar Valicelli. Fue la última película de Fernando Lamas en la Argentina.
En una encuesta de 2022 de las 100 mejores películas del cine argentino presentada en el Festival Internacional de Cine de Mar del Plata, la película alcanzó el puesto 51.

## Sinopsis
Vidalita es una joven huérfana que va a vivir con su tío, el cual reside en el campo y que, como nunca la ha conocido, cree que se trata de un sobrino varón. Para no desairarlo, ella se hará pasar por hombre.

## Reparto
- Mirtha Legrand
- Narciso Ibáñez Menta
- Fernando Lamas
- Amalia Sánchez Ariño
- Oscar Valicelli
- Milagros de la Vega
- Leticia Scury
- Pilar Gómez
- Fernando Labat
- Lucía Barause
- Analía Gadé
- Selva Sullivan
- Linda Lorena
- Rosa Catá
- Cristina Berys
- Enrique García Satur
- Carlos Bellucci
- Pura Díaz
- Marcelo Lavalle
- Ángel Laborde
- Gloria Raines
- Rodolfo Zapata …Doble de los pies de Mirtha Legrand bailando malambo
- Félix Pérez Cardozo Arpista

## Comentarios
Respecto del filme Luis Saslavsky dijo años después:

«Creo que Vidalita surge en un momento muy particular, y el peronismo, por razones que yo ignoro, está en contra de ella. Encuentran que un gaucho representado por una muchacha disfrazada es una falta de machismo, de criollismo.»

Noticias Gráficas opinó en su crónica:

«De la película en sí lo única original son los trajes, los decorados, la música, la pampa, los indios, todo visto de una manera tan particular que le quita interés, emoción y verosimilitud al tema. El director parece que ha querido divertirs, despreocupado en absoluto del público que sigue la acción del film.»

Por su parte Manrupe y Portela escriben:

«Una obra mítica y todo un clásico maldito. Saslavsky fue más allá que nadie, y mostró a gauchos e indios en broma, hablando en verso, y creando algo bastante parecido a una comedia musical. Denostada por la crítica oficialista de la época, reconocida después por sus valores inéditos, significó la última película del director antes de su exilio por incompatibilidad de caracteres con el peronismo.»

En 2022, Adrián Melo escribió para Soy —suplemento LGBT de Página/12— acerca del carácter transgresor del film: 

«En la película Vidalita, Mirtha Legrand interpreta a una muchacha que se traviste de gaucho para poder hacerse cargo de la estancia de su abuelo. Vestida con bombachas de campo y alpargatas enamora al capitán del fortín —interpretado por Fernando Lamas en la cumbre de la concupiscencia— al punto de que el soldado está dispuesto a casarse con ella sin saber si es varón o mujer, duda que esclarecerá en la noche de bodas. 

En una escena clave, Vidalita-Legrand se encuentra en la situación de compartir la habitación donde Lamas se baña desnudo y en otra baila junto a él frente a un pueblo escandalizado de ver a dos varones juntos apasionados. Solamente por esta película de 1949 dirigida por Luis Saslavsky, la Legrand merecería ingresar al eterno cielo con estrellas del mundo LGTBIQ. 

Probablemente no haya en la cinematografía argentina —ni anterior ni posterior— nada tan deliciosamente erótico y transgresor en relación con las disidencias sexuales ni tan subversivo al meterse con dos tópicos fundantes de la nacionalidad y la masculinidad hegemónica local: ser gaucho y ser soldado».